# Yukonfloden
Yukonfloden er en 3.185 km lang flod i Nordcanada og Alaska. Den udspringer ved Atlinsøen i den vestcanadiske provins British Columbia, hvorefter den løber mod nord og nordvest ind i Yukon-territoriet, for efter 1.149 at fortsætte ind i den amerikanske delstat Alaska, hvor den har resten af sit løb, indtil den udløber i Beringshavet.
Den er den længste flod i Alaska og Yukon, og var en af de vigtigste transportveje under Guldfeberen i Klondike 1896–1903

## Bifloder
Yukonfloden har en række bifloder, hvor de største er:
- Tanana River – 940 km
- Nowitna River – 402 km
- Porcupine River – 916 km
- Koyukuk River – 684 km
- Innoko River – 805 km